# David Mamet

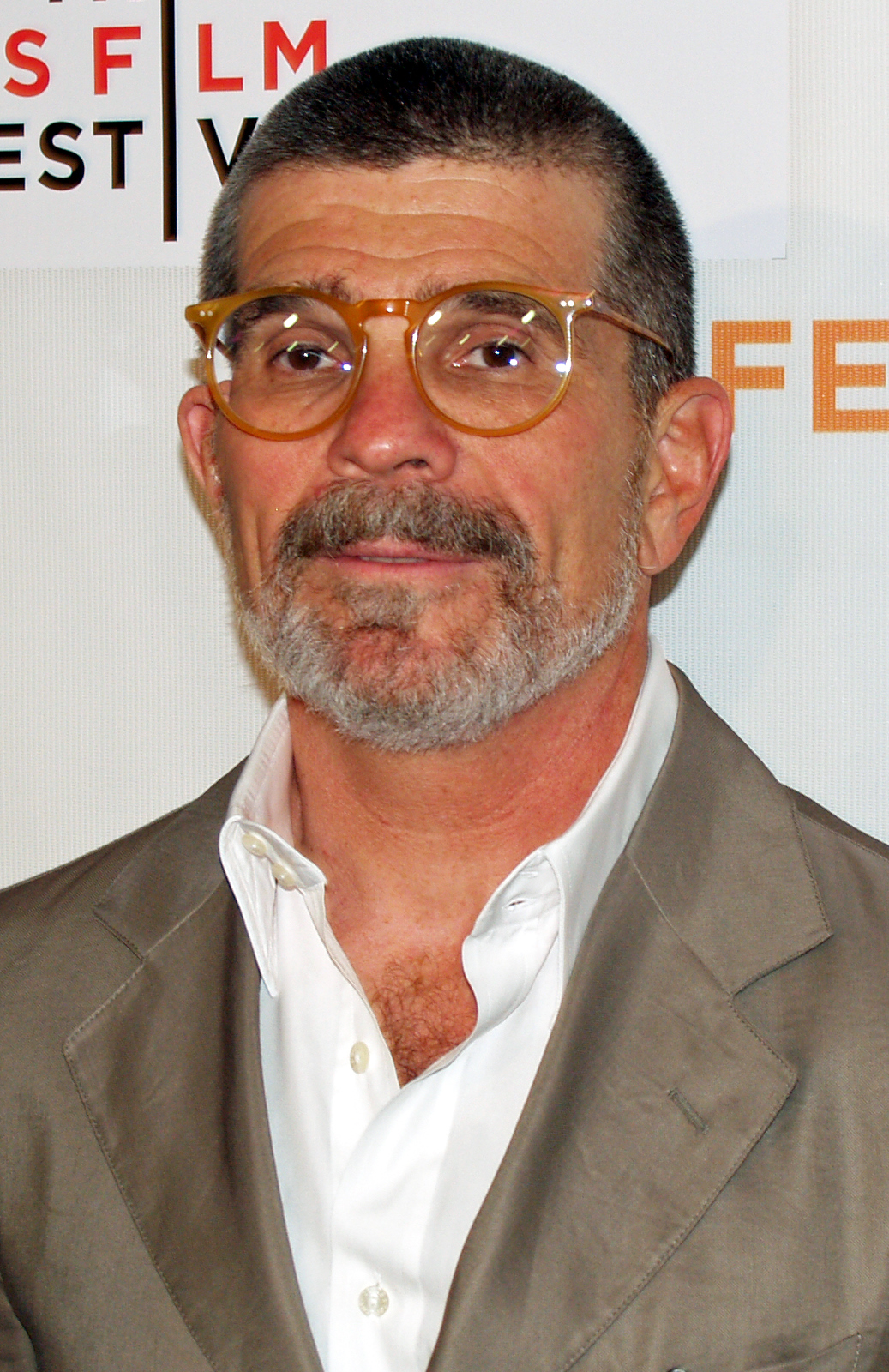
David Mamet, 2008

David Alan Mamet (* 30. November 1947 in Chicago, Illinois) ist ein US-amerikanischer Dramatiker, Drehbuchautor, Filmregisseur, Produzent, Dichter und Schriftsteller. Er ist seit den 1970er Jahren an erfolgreichen Theater- und Filmprojekten beteiligt und gilt inzwischen als Kulturkritiker.

## Leben
Mamet wuchs in einem jüdischen Elternhaus in einem Vorort von Chicago auf, seine Kindheit wurde aber von der Scheidung seiner Eltern überschattet: eine Erfahrung, die er später in seine Werke einfließen ließ. Nach dem Abschluss des Colleges besuchte er eine New Yorker Schauspielschule, wo er Kontakt zu den Schauspielkollegen William H. Macy, Joe Mantegna, Lindsay Crouse, und Ricky Jay knüpfte und das Schauspieler-Ensemble St. Nicholas Company gründete. In seinen Filmen arbeitete er später oft mit diesen Schauspielern zusammen.
Anfang der 1970er Jahre versuchte er als Theaterschauspieler Fuß zu fassen, musste sich aber zunächst mit Gelegenheitsjobs abfinden, bis er anfing, Bühnenstücke zu schreiben. Sein ungewöhnlicher sprachlicher Stil, geprägt von schnellen und mit Kraftausdrücken durchsetzten Dialogen, ist bis heute als „Mametspeak“ bekannt. Seinen Ursprung hat dieses Vokabular nach seiner eigenen Aussage in der rohen Alltagssprache seiner Eltern. Inhaltlich beschäftigen sich seine Stücke mit der Verrohung und dem kulturellen Niedergang der Gesellschaft.
In New York fand er Mitte der 1970er Jahre – abseits des Broadway – eine Möglichkeit, seine Stücke aufführen zu lassen, wo sie sich verhältnismäßig schnell zu Erfolgen entwickelten und ihm verschiedene Kritikerpreise einbrachten. Durch diesen Erfolg wurde Hollywood auf ihn aufmerksam, und er erhielt erste Drehbuch-Aufträge. Sein erstes Filmdrehbuch, die Adaption von James M. Cains Roman Wenn der Postmann zweimal klingelt, wurde 1981 von Bob Rafelson mit Jack Nicholson und Jessica Lange in den Hauptrollen verfilmt. Ein Jahr später wurde sein Drehbuch zu The Verdict – Die Wahrheit und nichts als die Wahrheit für einen Oscar nominiert.
Mamet schrieb aber auch weiterhin sehr erfolgreiche Theaterstücke. So wurde das Drama Glengarry Glen Ross 1984 mit dem Pulitzer-Preis und vier Tony Awards ausgezeichnet. Für die spätere Verfilmung mit Jack Lemmon, Al Pacino, Ed Harris, Alan Arkin u. a. schrieb er auch das Drehbuch.
Sein Debüt als Filmregisseur gab er 1987 mit dem Gangster-Thriller Haus der Spiele. Die Hauptrolle der Psychologin Margaret, die langsam im Spielermilieu versinkt, übernahm seine damalige Ehefrau, die Schauspielerin Lindsay Crouse. Seitdem nimmt er immer wieder auf dem Regiestuhl Platz, sein Hauptaugenmerk aber richtet sich auf das Schreiben von Drehbüchern. Er wird zudem häufig als „Script-Doctor“ beschäftigt, um bestehende Drehbücher umzuschreiben oder zu verbessern (so arbeitete er u. a. an den Drehbüchern zu Jimmy Hoffa und Hannibal).
Mamet schreibt Essays, Bücher und Artikel, in denen er sich kritisch mit der Filmindustrie und dem oft ideenlosen „Produktionsprozess“ von Filmen auseinandersetzt. Seine Hauptkritik richtet sich dabei gegen Filmproduzenten und Studio-Manager, die seiner Ansicht nach die „nutzlosesten“ Berufe ausfüllen. Er ist auch ein scharfer Kritiker der Schauspieltechnik des Method Acting, die er in seinem Buch Richtig und Falsch als „Malen nach Zahlen“ bezeichnet, die Schauspielern nicht zu einer natürlichen Darstellung ihrer Figuren verhelfe.
Seine schriftstellerische Tätigkeit beschränkt er weder auf ein spezielles Genre noch auf ein besonderes Medium, da er sich nach eigenen Aussagen schnell langweilt. So hat er inzwischen ein Kinderbuch und eine Sammlung von Gedichten veröffentlicht und arbeitet mit seiner Frau, der schottischen Schauspielerin und Sängerin Rebecca Pidgeon, an Liedtexten.
Seit 2001 trainiert Mamet mit Erfolg Brazilian Jiu-Jitsu und hat sowohl seine Tochter als auch den Rabbiner seiner jüdischen Gemeinde davon überzeugen können, diese Kampfsportart auszuüben. 2008 berichtete Mamet in einem Zeitungsessay über seinen Sinneswandel von einem „hirntoten Linken“ hin zu einem Zeitgenossen mit differenzierter Weltanschauung.
Im Februar 2018 wurde bekannt, dass Mamet ein Stück über Harvey Weinstein verfasst hat.
Mamet lebt mit seiner Frau und seinen Kindern zeitweise auf seiner Farm in Vermont oder in einem Haus in Cambridge, vorwiegend jedoch in Santa Monica, Kalifornien. Eine seiner Töchter ist die Schauspielerin und Sängerin Zosia Mamet aus der HBO-Serie Girls.

## Stil
Sein Stil wird häufig mit dem von Harold Pinter verglichen.

## Werke

### Filme
Regie und Drehbuch:
- 1987: Haus der Spiele (House of Games)
- 1988: Things Change – Mehr Glück als Verstand (Things Change) (Drehbuch gemeinsam mit Shel Silverstein)
- 1991: Homicide – Mordkommission (Homicide)
- 1994: Oleanna
- 1997: Die unsichtbare Falle (The Spanish Prisoner)
- 1999: The Winslow Boy
- 2000: State and Main
- 2001: Heist – Der letzte Coup (Heist)
- 2004: Spartan
- 2008: Redbelt
- 2013: Der Fall Phil Spector (Phil Spector)

Drehbuch:
- 1981: Wenn der Postmann zweimal klingelt (The Postman Always Rings Twice)
- 1982: The Verdict – Die Wahrheit und nichts als die Wahrheit (The Verdict)
- 1987: The Untouchables – Die Unbestechlichen (The Untouchables)
- 1989: Wir sind keine Engel (We're No Angels)
- 1992: Glengarry Glen Ross
- 1992: Jimmy Hoffa (Hoffa) (auch Produzent)
- 1994: Vanja auf der 42. Straße (Vanya on 42nd Street)
- 1996: American Buffalo – Das Glück liegt auf der Straße (American Buffalo)
- 1997: Auf Messers Schneide – Rivalen am Abgrund (The Edge)
- 1997: Wag the Dog – Wenn der Schwanz mit dem Hund wedelt (Wag the Dog) (Mitarbeit am Drehbuch)
- 1998: Ronin (Drehbuch unter dem Pseudonym Richard Weisz)
- 1999: Meyer Lansky – Amerikanisches Roulette (Lansky) (auch Produzent)
- 2001: Hannibal
- 2005: Edmond

Literarische Vorlage:
- 1986: Nochmal so wie letzte Nacht (About Last Night…)
- 2000: Lakeboat

### Theaterstücke
- 1970: Lakeboat
- 1972: The Duck Variations (Enten Variationen)
- 1974: Sexual Perversity in Chicago
- 1974: Squirrels
- 1975: American Buffalo
- 1976: Reunion
- 1976: The Water Engine
- 1977: A Life in the Theatre (Leben im Theater)
- 1979: The Woods
- 1980: Lakeboat
- 1982: Edmond
- 1983: The Frog Prince
- 1984: Glengarry Glen Ross (Hanglage Meerblick)
- 1985: The Shawl (Der Schal)
- 1988: Speed-the-Plow (Die Gunst der Stunde)
- 1989: Bobby Gould In Hell (Bobby Gould in der Hölle)
- 1992: Oleanna
- 1995: The Cryptogram (Das Kryptogramm)
- 2001: Boston Marriage (Die Schwestern von Boston, siehe auch Boston Marriage)
- 2004: Faustus (Die Tragödie des Doktor Faustus)
- 2005: Romance (Romanze)
- 2008: November
- 2009: Race
- 2011: The Anarchist (Die Anarchistin)[6]

### Bücher
- Das Dorf. Hoffmann und Campe, Hamburg 1995, ISBN 3-455-04705-X.
- Der Fall Leo Frank. Hoffmann und Campe, Hamburg 2000, ISBN 3-455-10391-X.
- Richtig und Falsch. Alexander Verlag, Berlin 2001, ISBN 3-89581-067-3.
- Ende der Jagdzeit. DVA, München und Stuttgart 2001, ISBN 3-421-05491-6.
- Die Kunst der Filmregie. Alexander Verlag, Berlin 2003, ISBN 3-89581-032-0.
- Vom dreifachen Gebrauch des Messers. Alexander Verlag, Berlin 2001, ISBN 3-89581-052-5.
- Bambi vs Godzilla: Über Wesen, Zweck und Praxis des Filmbusiness. Alexander Verlag, Berlin 2008, ISBN 3-895-81184-X.
- Theatre. Faber and Faber Inc., New York 2010, ISBN 978-0-86547-928-9.
- The Secret Knowledge: On the Dismantling of American Culture. Sentinel HC, 2011, ISBN 978-1-595-23076-8.
- Three War Stories, collection of novels, 2013.

## Auszeichnungen

### Pulitzer-Preis
- 1984 für das Drama Glengarry Glen Ross

### Oscar
- 1998 – Oscar-Nominierung für das beste adaptierte Drehbuch für Wag the Dog – Wenn der Schwanz mit dem Hund wedelt
- 1988 – Oscar-Nominierung für das beste adaptierte Drehbuch für The Verdict – Die Wahrheit und nichts als die Wahrheit

### BAFTA
- 1999 – Nominierung für das beste adaptierte Drehbuch für Wag the Dog – Wenn der Schwanz mit dem Hund wedelt

### Internationale Filmfestspiele von Cannes
- 1991 – Nominierung für die Goldene Palme für Homicide

### Filmfestspiele von Venedig
- 1987 – Goldene Osella (bestes Drehbuch) und Pasinetti (bester Film) für Haus der Spiele

### Mitgliedschaften
Seit 1994 ist er Mitglied der American Academy of Arts and Letters.